# Parafiletikus csoport

A hüllők egy parafiletikus taxon, viszont a madarakkal együtt monofiletikus csoportot alkotnak.

A biológiai rendszertanban parafilumnak vagy parafiletikus csoportnak az olyan taxonómiai vagy egyéb csoportosítást nevezzük, melyben a csoport tagjai visszavezethetők egy közös ősre, viszont a csoport maga nem tartalmazza annak a bizonyos legközelebbi közös ősnek az összes leszármazottját.
Ha egy élőlénycsoport tagjainak legközelebbi közös ősének összes leszármazottját tartalmazza, akkor monofiletikus csoportnak nevezzük, amennyiben pedig a csoport több ősre vezethető vissza, akkor polifiletikus csoportról beszélünk.
A modern filogenetikus rendszertan arra törekszik, hogy parafiletikus csoportokat ne alkalmazzon taxonként, de egyes esetekben, bizonyos rendszertani kompromisszumok által, elfogadottak.

## Példák parafiletikus csoportokra
- A gerinctelenek a gerincesek (Vertebrata) nélkül.
- Az állkapocs nélküliek (Agnatha) az állkapcsosok (Gnathostomata) nélkül.
- A csontos halak (Osteichtyes) a négylábúak (Tetrapoda) nélkül.
- A hüllők (Reptilia) a madarak (Aves) nélkül.
- A nyitvatermők (Gymnospermae sensu lato) a zárvatermők (Angiospermae) nélkül.
- A kétszikűek (Dicotyledonae) az egyszikűek (Monocotyledonae) nélkül.